# Kia Classic
(JTBC Classic depuis 2022)
Le Kia Classic, officiellement le « Kia Classic Presented by J Golf », est un tournoi professionnel de golf féminin du circuit de la LPGA. Créé en 2010, la première édition s'est déroulée à La Costa Resort and Spa en Californie (États-Unis).

## Histoire

### Première édition
Lors de sa première édition, le tournoi est disputé par 144 golfeuses dont 142 golfeuses professionnelles ainsi que deux amatrices qui ont eu l'occasion de se qualifier par le biais de tournois qualificatifs trois semaines avant le tournoi. Le sponsor principal est Kia Motors (constructeur automobile sud-coréen).
La victoire revient à la Sud-Coréenne Hee Kyung Seo, membre du circuit sud-coréen, devenant la dix-neuvième golfeuse non-membre de la LPGA remportant un tournoi de ce circuit. Cela lui permet de se qualifier immédiatement comme membre du circuit de la LPGA.
En 2022, le tournoi change de sponsor, et donc de nom, pour devenir le JTBC Classic.

## Record du tournoi
62: Mi-Jung Hur et  Hyo-Joo Kim (2019)

## Palmarès
| Année | Vainqueur         | Gain vainqueur ($) | Gains totaux ($) |
| ----- | ----------------- | ------------------ | ---------------- |
| 2010  | Hee Kyung Seo     | 255 000            | 1 700 000        |
| 2011  | Sandra Gal        | 255 000            | 1 700 000        |
| 2012  | Yani Tseng        | 255 000            | 1 700 000        |
| 2013  | Beatriz Recari    | 255 000            | 1 700 000        |
| 2014  | Anna Nordqvist    | 255 000            | 1 700 000        |
| 2015  | Cristie Kerr      | 255 000            | 1 700 000        |
| 2016  | Lydia Ko          | 255 000            | 1 700 000        |
| 2017  | Mirim Lee         | 270 000            | 1 800 000        |
| 2018  | Ji Eun-Hee        | 270 000            | 1 800 000        |
| 2019  | Nasa Hataoka (en) | 270 000            | 1 800 000        |
| 2020  | Annulé            |                    |                  |
| 2021  | Inbee Park        | 270 000            | 1 800 000        |